# Ohio Express
Gli Ohio Express sono un gruppo musicale statunitense, considerato una delle principali formazioni bubblegum pop dei tardi anni sessanta.

## Storia del gruppo
Gli Ohio Express vennero formati nel 1966 a Mansfield (Ohio) dalle ceneri dei Rare Breed. Originariamente il gruppo era composto da Joey Levine (voce), Dale Powers (chitarra), Doug Grassel (chitarra), Jim Pfayer (tastiera), Dean Krastan (basso) e Tim Corwin (batteria). Durante la seconda metà del decennio la band, che era stata messa sotto contratto prima dalla Cameo per poi passare alla Buddah Records e iniziare una partnership con il duo di produttori Kasenetz-Katz, pubblicò una serie di singoli, intenzionalmente zuccherosi e rivolti a un pubblico giovane, che entrarono nelle classifiche, tra cui Yummy Yummy Yummy e Chewy Chewy del 1968. Nello stesso anno gli Ohio Express vennero inseriti nel Singing Orchestral Circus di Kasenetz e Katz, che si esibì alla Carnegie Hall di New York. La band continuò la propria carriera negli anni seguenti e si assistette a più cambi di organico fino al loro scioglimento negli anni 2010.

## Discografia

### Album
- 1967 – Beg, Borrow and Steal
- 1968 – Ohio Express
- 1969 – Chewy Chewy
- 1969 – Mercy

### Singoli
- 1967 – Beg, Borrow and Steal
- 1968 – Try It
- 1968 – Yummy Yummy Yummy
- 1968 – Down At Lulu's
- 1968 – Chewy Chewy
- 1969 – Sweeter Than Sugar
- 1969 – Mercy
- 1969 – Pinch Me (Baby, Convince Me)
- 1969 – Sausalito (Is the Place to Go)
- 1969 – Cowboy Convention
- 1970 – Love Equals Love
- 1970 – Hot Dog
- 1973 – Wham Bam

### Compilation
- 1970 – The Very Best of The Ohio Express
- 2001 – The Best of The Ohio Express - Yummy Yummy Yummy